# 린이진
린이진(중국어 정체자: 林宜瑾, 병음: Lín Yíjîn, 1969년 8월 25일 ~ )은 타이완의 정치인이다. 2020년 타이난시 제4선거구의 입법위원으로 당선된다.